# Georg von Opel
Georg Friedrich Karl Adam Opel (ab 1918 von Opel; * 18. Mai 1912 in Frankfurt am Main; † 14. August 1971 in Bad Soden am Taunus) war ein deutscher Automobilunternehmer, Sportfunktionär und erfolgreicher Sportler aus der Familie Opel.

## Leben
Georg Opel wurde 1912 als Enkel von Adam Opel und Sohn von Carl Opel geboren. Nachdem sein Vater Carl 1918 in den erblichen Adelsstand erhoben wurde, waren damit auch seine Nachkommen nobilitiert. Aufgrund des Namensrechts der Weimarer Republik und der Bundesrepublik waren er und seine Nachkommen berechtigt, das von im Namen zu führen.
Als Georg von Opel 16 Jahre alt war, erlangte er mit dem Verkauf der Adam Opel AG an General Motors ein beachtliches Vermögen. Gemeinsam mit seinem Onkel Fritz Opel (ohne eine Beteiligung seines Vetters, des Raketen-Rennfahrers Fritz von Opel) investierte er in die Opel Automobile Verkaufsgesellschaft, eine Frankfurter Opel-Vertragshändlerin auf der Mainzer Landstraße.
1929 begann Georg von Opel eine technisch-kaufmännische Lehre bei der Adam Opel Aktiengesellschaft in Rüsselsheim. Nach Abschluss der Lehre ging er 1932 zu einem Studienaufenthalt nach England. Neben seiner erfolgreichen Rudertätigkeit erwarb er auch den Flugzeugpilotenschein und kaufte sich ein Flugzeug. Weil Opel als Rudersportler während eines Englandaufenthalt von 1932 bis 1934 wiederholt in einer englischen Mannschaft ruderte, wurde er nach seiner Rückkehr nach Deutschland für ein Jahr für alle Auslandsstarts gesperrt und geriet dadurch in besonderer Weise in das Blickfeld der Nationalsozialisten. Am 20. Juni 1937 beantragte er die Aufnahme in die NSDAP und wurde rückwirkend zum 1. Mai desselben Jahres aufgenommen (Mitgliedsnummer 4.499.287). Von Opel war inzwischen als Miteigentümer in das Autohaus Frankfurt (1936) und Friedberg (1936) eingetreten und eröffnete weitere Autohäuser in Offenbach (1937) sowie Ortenberg (1938) und übernahm das Autohaus Frankfurt (1939).
1938 flüchtete die Familie Rothschild vor den Nazis in die Schweiz. Die Villa Rothschild in Königstein im Taunus wurde von der Reichsfinanzverwaltung im Zuge der sog. Arisierung beschlagnahmt. Die ursprüngliche Absicht des Königsteiner Gemeinderats, die Stadt solle das Objekt als „Kurmittel-Kurhaus“ erwerben, mit einer Gebietsführerschule der Hitlerjugend (HJ) zu koppeln, wurde fallen gelassen zu Gunsten einer Privatveräußerung an Georg von Opel 1938. Nach hohen Investitionskosten bewohnte von Opel das Anwesen privat. Doch schon 1942 verkaufte er die Villa an die Reichsgruppe Banken und die Wirtschaftsgruppe Freier Banken.
1939 wurde von Opel Mitglied des Aufsichtsrat bei Continental Gummi-Werke (bis 1946) und Karstadt (bis 1947).
Georg von Opel wurde im Januar 1940 zur Wehrmacht einberufen und war im Heimateinsatz als LKW-Fahrer sowie im Wachdienst tätig. Von Opel musste sich nach dem Zweiten Weltkrieg vor keinem Entnazifizierungsverfahren vor einer Spruchkammer verantworten.
Von 1946 bis 1969 war Georg von Opel Aufsichtsratsvorsitzender von Continental Gummi-Werke sowie Gründungspräsident des Verbandes der deutschen Opel-Händler (heute Verband Deutscher Opel- und Chevrolet-Händler e. V. – VDOH).
1952 erhielt er die Ehrendoktorwürde (Dr. phil. h.c.) der Universität Mainz. 1956 gründete er das Georg-von-Opel Freigehege für Tierforschung, den heutigen Opel-Zoo in Kronberg im Taunus.

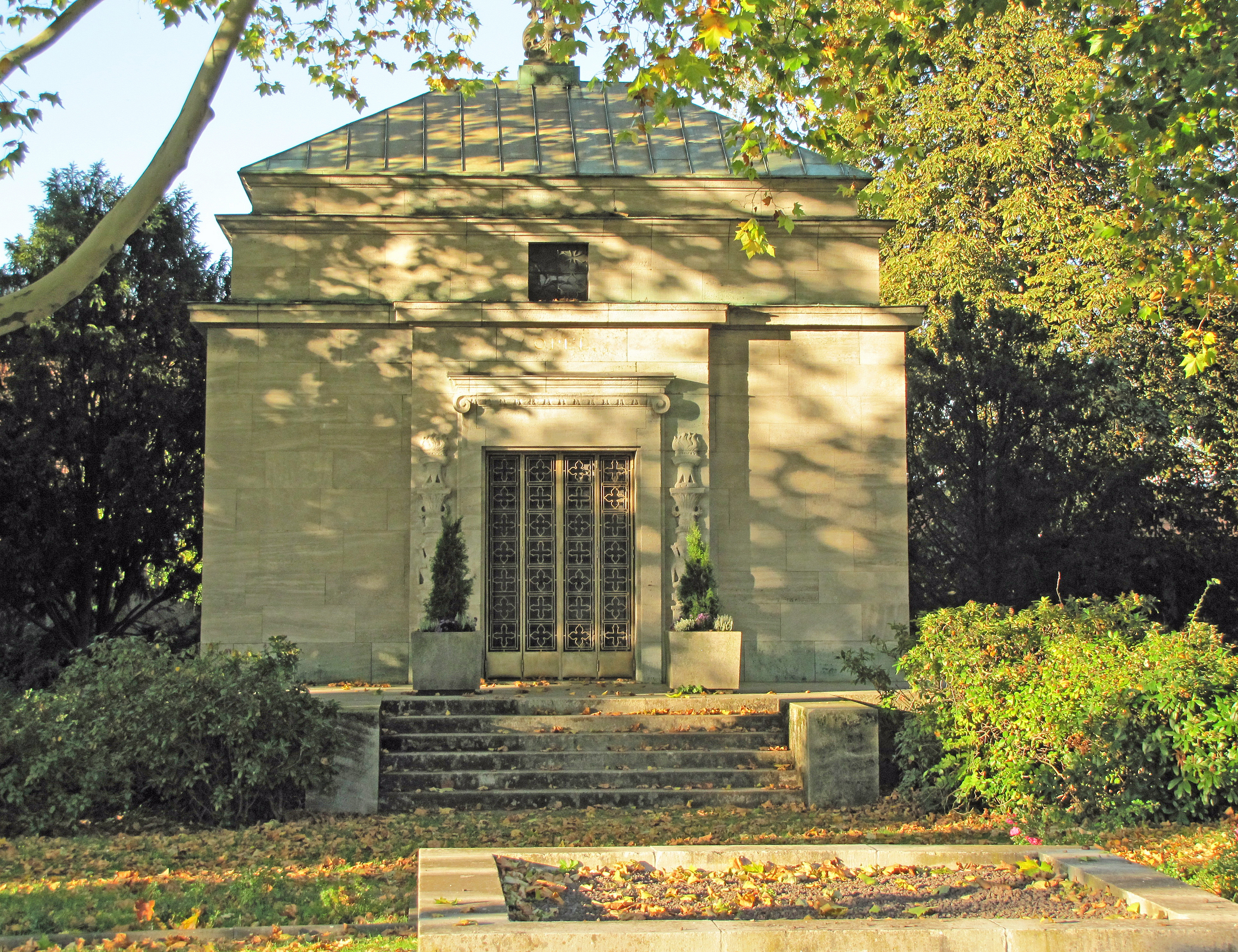
Opel-Mausoleum in Rüsselsheim am Main

1938 heiratete Georg von Opel seine Cousine Irmgard von Opel, eine bedeutende Springreiterin. 1941 kam der erste Sohn, Carlo von Opel, zur Welt; im Jahr 1943 wurde Heinz von Opel geboren, der Vater von Sonja von Opel. Die Ehe wurde 1957 geschieden.
1957 heiratete er seine zweite Frau, die kolumbianische Diplomaten-Tochter María Eugenia Adelaida Herrán Olozaga. Sie war eine Schwester von Emita Herrán Olozaga, die seit 1947 mit seinem Cousin Fritz von Opel verheiratet war. María Eugenia Adelaida starb 1964 bei einem Autounfall auf dem Julierpass.
Aus Georg von Opels dritter Ehe mit Sigrid Revers (* 1945) stammen die Kinder Georg (* 1966) und Gregor (* 1968).
Georg von Opel erlitt im Alter von 59 Jahren während einer Autofahrt einen Herzinfarkt und verunglückte tödlich. Er wurde im Opel-Mausoleum in Rüsselsheim am Main bestattet.
Sein Sohn Gregor von Opel übernahm die Unternehmensgruppe. Im September 2005 verkaufte er sie an die Deutsche Bank.

## Sport
Georg von Opel betrieb viele Sportarten: Er war Schütze, Radfahrer, Reiter, Auto- und Motorradfahrer, Skiläufer, Boxer, Tennisspieler, Flieger und Unterwasserfischer, insbesondere aber war er Ruderer. Er siegte in den Jahren 1928 bis 1953 für den Rüsselsheimer RK in 117 Ruderrennen, er startete bereits 1932 und 1933 in Henley im Einer. Bei der Olympiaausscheidung 1936 musste er sich im Einer nur dem späteren Olympiasieger Gustav Schäfer beugen. Unter Rudertrainer Fritz Brumme war von Opel siebenmal Deutscher Rudermeister, 1947 im Einer und Achter, 1948 und 1949 im Vierer ohne Steuermann und Achter sowie 1951 im Achter. Beim Deutschen Meisterschaftsrudern 1952, der Olympiaausscheidung für die Spiele in Helsinki, verlor er, bereits 40-jährig, mit „seinem“ Achter der Rudergemeinschaft Flörsheim-Rüsselsheim nur gegen den Achter des Kölner RV 1877.
Von Opel war nicht nur aktiver Ruderer, sondern verbesserte auch die Technik des Sports. So führte er den liegenden Steuermann ein.
1951 fuhr Georg von Opel zudem fünf Automobilweltrekorde.

### Mitgliedschaften in Sportverbünden und Stiftungen
Georg von Opel war Vizepräsident des Deutschen Ruderverbandes.
Als Mitbegründer und Präsident (1951–1969) der Deutschen Olympischen Gesellschaft (DOG) zeigte das ehemalige NSDAP-Mitglied laut dem Sportjournalisten Steffen Haffner „keine Berührungsängste zu Eliten des Dritten Reichs“ hatte, als er von den ehemaligen Sportorganisatoren aus der NS-Zeit wie Guido von Mengden und Gert Abelbeck als Hauptgeschäftsführer der DOG einstellte.
Georg von Opel war Präsident des Deutschen Schützenbundes (1957–1971).
Er war Initiator des „Goldenen Plans“ für den Sportstättenbau.
Ferner war er Mitbegründer der Stiftung Deutsche Sporthilfe.
Sowie Mitglied des Nationalen Olympischen Komitees (NOK) (ab 1951) und von 1966 bis zu seinem Tod Mitglied des Internationalen Olympischen Komitees (IOC).
Nach ihm ist der Georg von Opel-Preis benannt, der von der Adam Opel GmbH 1997–2003 an Sportler und ehrenamtliche Helfer verliehen wurde, die sich durch soziales Engagement oder uneigennütziges Athletentum auszeichnen.
2008 wurde Georg von Opel als einer von 40 Sportlern in die Hall of Fame des deutschen Sports aufgenommen.

## Weitere Aktivitäten und Ehrungen
Georg von Opel verfasste mehrere Bücher.
Er finanzierte die Markerbindung als erste weltbekannte Ski-Sicherheitsbindung.
1950 wurde er Ehrenbürger von Flörsheim.
1961 erhielt er das Große Bundesverdienstkreuz.
Auf einer von ihm finanzierten Forschungsreise entdeckte Werner Trense im Jahr 1957 den Mesopotamischen Damhirsch wieder. Durch die anschließende Zucht im Opel-Zoo konnte die Tierart vor dem Aussterben gerettet werden.
Seinen „geerbten“ Titel des Konsuls von Haiti hielt er für unpassend und gab diesen schon in den 40er Jahren zurück.
Er gründete die Stiftung Spazierengehen e. V.
Von Opel verfügte über eine große Trophäensammlung sowie eine bemerkenswerte Sammlung gotischer Plastiken und Kunstgegenstände aus Asien, Afrika und Amerika. Seine ausgedehnten Reisen und Safaris führten ihn 1933 und 1937 nach Kanada, 1938/39 in den Sudan, 1954, 1957 und 1958 nach Kenia, Kongo bzw. Angola sowie 1962 nach Neuseeland.

## Unternehmensgruppe Georg von Opel GmbH
Die von Georg von Opel im Jahr 1936 gegründete Unternehmensgruppe war mit Betrieben, die schwerpunktmäßig im Rhein-Main-Gebiet lagen, der zweitgrößte Opelhändler Deutschlands. Neben Fahrzeugen von Opel wurden auch die Marken Suzuki, Saab, Cadillac und Chevrolet vertreten. Der Umsatz der Gruppe lag 2005 bei 200 Millionen Euro. Aufgrund finanzieller Probleme übernahmen im September 2005 diverse Investoren unter Führung der Deutschen Bank England die Unternehmensgruppe zu 51 %. Am 12. Juni 2006 meldete die Unternehmensgruppe Georg von Opel GmbH Insolvenz an und wurde 2008 von der MAG-Metz-Gruppe übernommen.

## Autohaus G.V.O. GmbH
Infolge der Insolvenz der Unternehmensgruppe wurde ein Großteil der zuletzt 26 Autohäuser entweder veräußert oder ganz geschlossen und für die Mitarbeiter der betroffenen Betriebe eine Auffanggesellschaft gegründet.
Die verbliebenen neun Autohäuser wurden ab dem 1. Februar 2007 in die neue Autohaus G.V.O. GmbH eingebracht, im Verlauf mussten dennoch weitere drei Betriebe wegen Unrentabilität geschlossen werden. Noch im selben Jahr übernahm das Unternehmen die ehemalige Mercedes-Benz-Niederlassung in der Frankenallee in Frankfurt, das ehemalige Haupthaus in der Mainzer Landstraße wurde an DB FuhrparkService verkauft.
Im Sommer 2008 gab die Autohaus G.V.O. GmbH ihre Eigenständigkeit auf und wurde von der MAG Metz GmbH übernommen, tritt aber weiterhin unter dem Namen „Georg von Opel“ auf. Am 18. Februar 2010 stellte auch die MAG Metz GmbH mit weiteren Töchtern einen Insolvenzantrag beim Amtsgericht. Ab 1. Januar 2011 übernahm die Wittenberger FORD-Autohausgruppe Dinnebier einen Großteil der insolventen MAG Metz-Gruppe in Berlin und Brandenburg.

## Werke (Auswahl)
- 5000 Kilometer Afrika‚ Berlin 1940
- Ibi das Steinbockkitz, Frankfurt 1957
- Der letzte erste Mensch. Besuch in einem Buschmanndorf, Frankfurt 1962
- In allen fünf Erdteilen, Hamburg/Berlin 1966